# Диафон

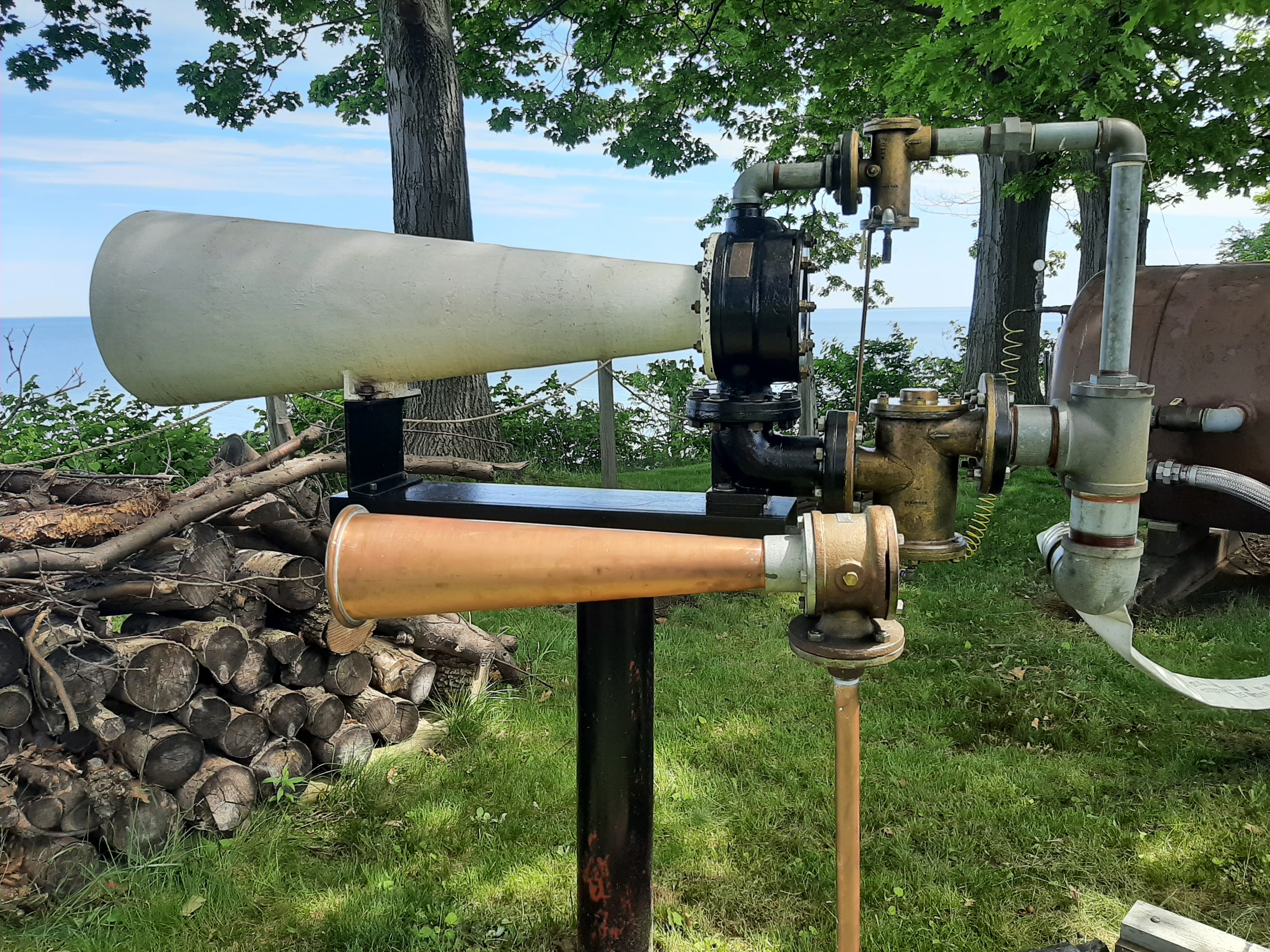
Диафоны разного исполнения

Диафон (др.-греч. δϊα — через + др.-греч. φωνή — звук) — мощный пневматический излучатель для производства туманных сигналов на маяках. В СССР широкого распространения не получил. Также могут использоваться на пожарных станциях и в других ситуациях, когда громкий звуковой сигнал не требуется.

## Описание звука
Даёт более сильный звук, чем сирена, низкого тона, переходящий в пронзительный замирающий звук, оканчивающийся хрюканием.
В обычных условиях дальность, на которой слышен звук диафона, составляет от 7 до 40 миль.